# 더블 플라워 FA
더블 플라워 FA(Double Flower Football Association)는 홍콩 2부 리그에 있는 홍콩의 축구 클럽이다. 이 클럽은 1990년대에   Instant-Dict ( 중국어 快譯通)라는 이름으로 1부리그에서 활동했었으며, 강팀으로 활동했었다.